# Xandee

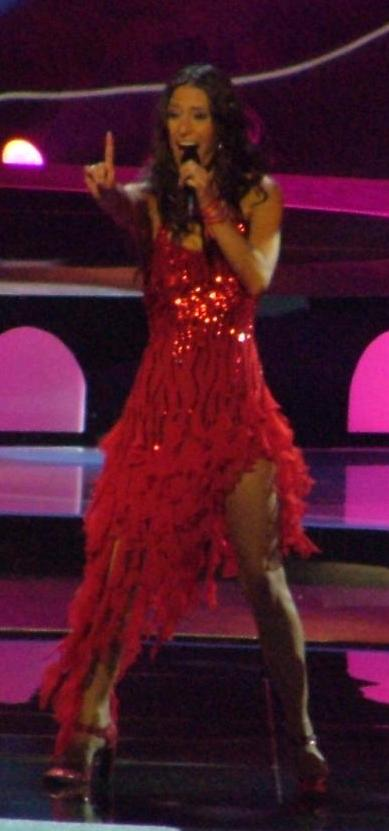
Xandee

Xandee, nom de scène de Sandy Boets, née le 18 décembre 1978 à Tirlemont, est une chanteuse belge flamande.

## Biographie
À l'âge de 16 ans, Xandee fonde le duo "Touch of Joy" avec Serge (Sergio) Quisquater. Sergio et son groupe Sergio & The Ladies a représenté la Belgique au Concours Eurovision de la chanson en 2002 avec la chanson Sister.

### Eurovision
Xandee a représenté la Belgique au Concours Eurovision de la chanson en 2004 à Istanbul avec la chanson rythmée et dansante 1 Life.
Aux répétitions à Istanbul, Xandee, avec son titre au tempo dansant, était donnée comme favorite, mais finalement elle n'a obtenu que sept points (dont cinq du pays voisin néerlandais). Elle est donc arrivée en vingt-deuxième position sur 24 participants.